# يانيس تافر
يانيس طافر (بالفرنسية: Yannis Tafer)‏ (11 فبراير 1991 في غرونوبل) لاعب كرة قدم فرنسي ذو أصول جزائرية ويونانية يلعب حاليا في نادي الدرجة الأولى تولوز الفرنسي في مركز المهاجم .

## المسيرة الرياضية مع الأندية
بدأ يانيس مسيرته الرياضية في نادي إتشيروليس المحلي . بعدما أمضى سبع سنوات قرر الانتقال إلى نادي ليون حامل لقب بطولة دوري الدرجة الأولى لثلاث مواسم متتالية آنذاك .
في موسم 2007/2008 وقع على أول عقد احترافي مع نادي ليون يمتد لثلاث سنوات . في بداية موسم 2008/2009 تمت ترقيته إلى الفريق الأول وتم منحه القميص رقم 34 ثم تم تغيير رقم القميص إلى 29 . لقد كان لاعب أساسي في بداية التحضير للموسم حيث شارك في أربع مباريات من أصل خمس واستطاع تسجيل ثلاث أهداف في مرمى فرق نيم ، رابيد بوخارست ، ونانسي . على الرغم من ذلك فقد تم وضعه على مقاعد الاحتياط وشارك في أكثر الأحيان مع الفريق الرديف . شارك للمرة الأولى في مباراة رسمية بديلا لمدة 15 دقيقة في 24 يناير 2009 في بطولة كأس فرنسا في مواجهة فريق كونسارنو الهاوي والتي انتهت بفوز فريق ليون 6-0 . وفي تلك المباراة ساهم في تسجيل الهدف الخامس حيث سدد الكرة ولكن حارس مرمى الفريق الخصم ارتدت منه الكرة نحو زميله المهاجم العاجي عبد القادر كيتا الذي أسكنها الشباك .

## المسيرة الرياضية مع المنتخبات
شارك يانيس مع منتخب فرنسا للناشئين تحت 17 سنة ثم مع منتخب فرنسا للناشئين تحت 18 سنة . ساهم بشكل فعال في احتلال منتخب فرنسا المركز الثاني في بطولة نهائيات كأس الأمم الأوروبية للناشئين 2008 التي أقيمت في تركيا . واستطاع يانيس أن يسجل أربعة أهداف في دور المجموعات في مرمى منتخبات جمهورية أيرلندا، إسبانيا، وسويسرا (هدفين) .

## الحياة الشخصية
يانيس قريب عزيز تافر الذي يلعب حاليا في نادي غلوريا بوزاو الروماني . يعتبر يانيس كل من مواطنه كريم بن زيما والبرازيلي رونالدو مثل أعلى له .

## روابط خارجية
- يانيس تافر على موقع رابطة كرة القدم الفرنسية للمحترفين (الإنجليزية)
- يانيس تافر على موقع قاعدة بيانات كرة القدم.إي يو (الإنجليزية)
- يانيس تافر على موقع بيانات كرة القدم. دي إي (الألمانية)
- يانيس تافر على موقع ليكيب (الفرنسية)
- يانيس تافر على موقع Soccerbase.com (لاعب) (الإنجليزية)
- يانيس تافر على موقع Soccerway.com (الإنجليزية)
- يانيس تافر على موقع عالم كرة القدم.نت (الإنجليزية)
- يانيس تافر على موقع كووورة